# Avigmaska

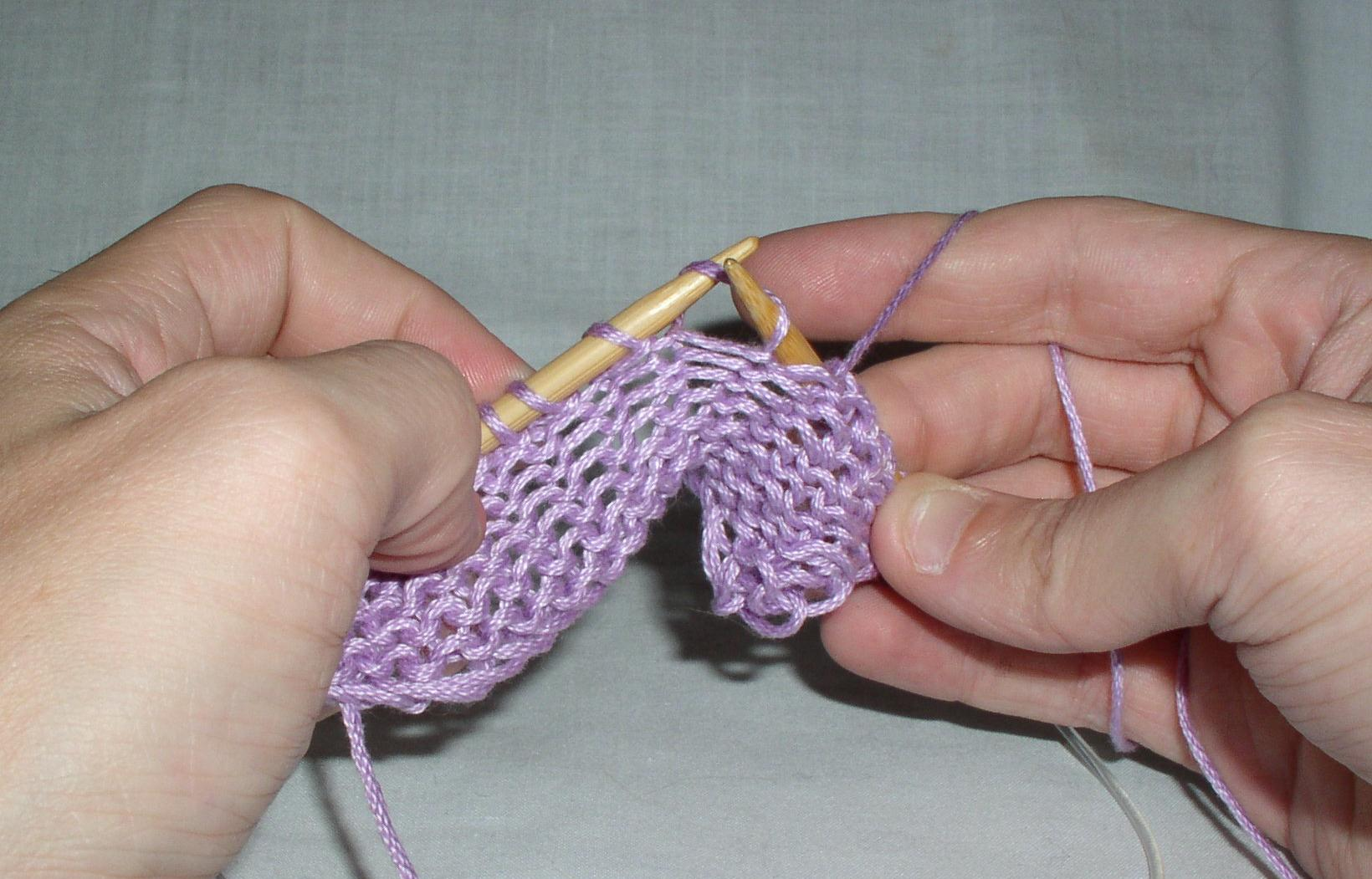
Vid avig stickning förs stickan in i öglan bakifrån.

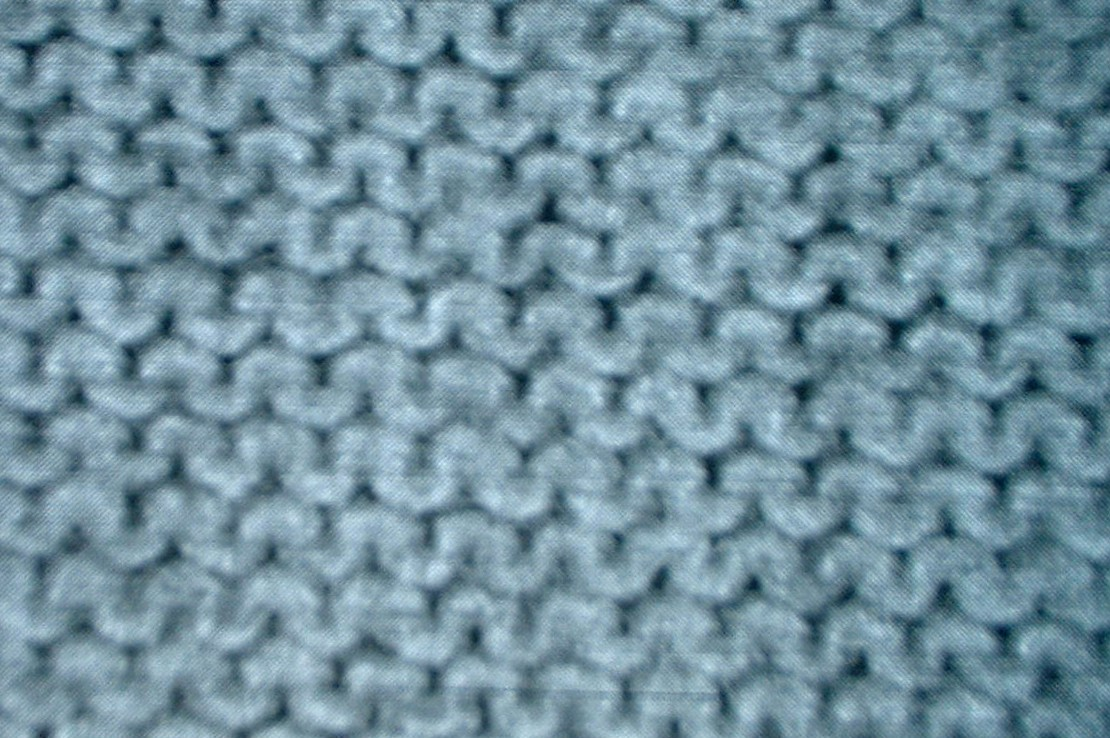
Aviga maskor - slätstickning sedd från avigsidan

Avigmaska eller avig maska, en stickad maska som tillsammans med en rätmaska bildar grundmaskorna i stickning. Räta och aviga maskor är spegelbilder av varandra - en maska som är rät från ena sidan är avig från den andra och vice versa. En avig maska stickas vanligtvis med garnänden framför själva stickningen och stickan sticks genom öglan från baksidan av arbetet. Det finns också sticktekniker där aviga maskor stickas med garnet bakom arbetet, sådan teknik är bland annat vanlig i Norge. 